# Bryan Pearce
Walter Bryan Pearce (* 25. Juli 1929 in St.Ives, Cornwall, Südwest-England; † 11. Januar 2007 ebenda) war ein britischer Kunstmaler. Er war einer der bekanntesten und bedeutendsten naiven Maler Englands.
Bryan Pearce litt an Phenylketonurie, einer seltenen Erbkrankheit, die zur Beeinträchtigung der Hirnentwicklung und geistigen Behinderung führt. Gehandikapt durch seine Krankheit, doch ermutigt von seiner Mutter, Mary Pearce († 1997), die selbst eine begeisterte Malerin war, begann er ab 1953 zu zeichnen und mit Wasser- und Ölfarben zu malen.
Motivation und Unterstützung erfuhr Pearce auch von anderen Künstlern und Kunstliebhabern, wie etwa dem Maler Peter Lanyon, oder dem Kunstkritiker Alan Bowness.
Von 1953 bis 1957 besuchte er die St.Ives School of Painting und trat 1957 der Penwith Society of Artists bei. Bedingt durch seine Krankheit verbrachte Bryan Pearce sein gesamtes Leben in St.Ives, und so standen das malerische Cornwall, insbesondere natürlich St.Ives, im Mittelpunkt seiner zahlreichen Darstellungen.
Ab 1957 begann Pearce seine Werke zunächst in kleineren Privatgalerien in St.Ives – Sail Loft Gallery, Wills Lane Gallery, New Craftsman – auszustellen. Nach positivem öffentlichen Echo präsentierte er seine Kunstwerke dann ab 1958 – wiederum sehr erfolgreich – auch in größeren öffentlichen und privaten Galerien, wie etwa in der Arts Advancement Ltd., St.Martin’s Gallery, New Art Centre, Victor Waddington Gallery, Stoppenbach & Delestre, Tate Gallery, Archeus Fine Art Gallery (alle in London), Walker Art Gallery in Liverpool, dem Arts Centre und der New Street Gallery in Plymouth, dem Oxford Museum of Modern Art, der Victoria Art Gallery und Beaux Arts Gallery in Bath, der Royal West of England Academy in Bristol und der Lemon Street Gallery in Truro.
Bryan Pearce’ Kunstschaffen im Zusammenhang mit der Beeinträchtigung durch seine Krankheit ließen zahlreiche Filme über ihn entstehen.